# Caldeirada

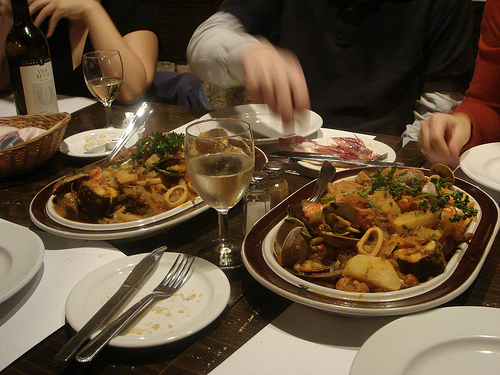
Caldeirada

Tradicionalmente, a caldeirada, em Portugal e na Galiza, é um cozido, ou seja, uma preparação que não passa pelo refogado, cujos componentes básicos são diversas variedades de peixe, batata, cebola, tomate e pimentão. O tempero deste prato pode incluir apenas sal de cozinha e azeite, ou vários outros condimentos, como pimenta, salsa ou outros. 
A caldeirada pode ser mais ou menos líquida: por vezes, é servida como uma sopa, noutras regiões é frequente servi-la sobre fatias de pão ou com pedacinhos de pão torrado.
Em Angola e Moçambique, é frequente fazer-se caldeirada de cabrito, em que a forma de preparar é semelhante à indicada para peixe.
No Brasil a Caldeirada é feita à base de azeite de dendê, leite de coco, coentro, salsinha ou cheiro-verde, pimenta, tomate, pimentão, postas de peixe tipo namorado, robalo ou cação, e frutos do mar tipo: mexilhão, polvo, lula acrescidos de sal. A Caldeirada Brasileira é na verdade uma moqueca acrescida de vários Frutos do Mar.

## Caldeirada poveira
A caldeirada poveira é uma especialidade da Póvoa de Varzim em Portugal.
O prato consiste num cozido que mistura alimentos facilmente disponíveis: do mar, uma variedade de peixes, em que se destacam o congro, o pescado mais comum na caldeirada, mas também outros como a raia, o tamboril ou a lula. Da praia, a amêijoa, outrora bastante comum na Enseada da Póvoa, que se coloca no fundo da panela para evitar que o cozinhado pegue. E dos campos a norte da cidade a batata, o tomate e a cebola.
Para a confecção, os vários ingredientes são colocados em camadas, começando na ameijoa, e regados por vinho branco maduro e azeite.
Uma receita mais elaborada, em que a caldeirada é engrossada com farinha de trigo e ovos, encontra-se na página da Câmara Municipal da Póvoa. 